# José Crunelle
 (avril 2017).
José Crunelle est un artiste polyvalent (décorateur, peintre, graveur, illustrateur, dinandier mais surtout cartonnier de tapisseries) belge né le 9 août 1924 à Saint-Josse-ten-Noode et mort le 21 octobre 2012 à Ixelles.

## Biographie
Il s'est formé à l'Académie royale des beaux-arts de Bruxelles et à l'Académie de Saint-Josse-ten-Noode auprès de professeurs renommés.
Lui-même professeur, entre autres, d’arts graphiques, d’art monumental et de communication visuelle et de l’image, à l'académie de Saint-Josse-ten-Noode et pendant 30 ans (de 1959 à 1989) à l’académie royale de Bruxelles, il eut également une carrière d'artiste longue et riche[évasif].
D'abord décorateur, mosaïste et créateur de vitraux, il fut tout aussi vite cartonnier de tapisseries. On lui connaît des dizaines de tapisseries de par le monde[réf. nécessaire].
En parallèle, à ces activités, il a pendant toute sa carrière, utilisé le dessin et la peinture pour exprimer son art[réf. nécessaire].
Il réalisa également des œuvres utilisant les techniques de l'aluchromie et de la résichromie[réf. nécessaire].
Il sera récompensé par plusieurs prix[Lesquels ?] tout au long de sa carrière[évasif][réf. nécessaire].

## Le cartonnier de tapisseries
De 1950 jusqu’à la fin des années 90, il fut cartonnier de tapisseries pour le maître tapissier Georges Chaudoir, dernier haut-lissier bruxellois[réf. nécessaire]. Ainsi que pour les manufactures Gaspard De Wit et Braquenié de Malines[style à revoir]. La tapisserie et la laine en particulier fut son matériau de prédilection au vu du nombre d'années consacrées aux œuvres de ce type qui sont aussi par essence décoratives et monumentales.

## Le décorateur
Il est l'auteur de monumentales peintures murales à destination des bâtiments dans le cadre des activités du Ministère des travaux publics et de la reconstruction[réf. nécessaire].
Il a, entre autres, réalisé des mosaïques, dont une en pâte de verre pour la piscine du complexe CERIA à Anderlecht[réf. nécessaire].

## Collections publiques
- Arlon, musée Gaspar, Collections de l'Institut archéologique du Luxembourg : Revlon, gouache, 26 × 43 cm[1].

## Expositions

### Expositions individuelles
- 1999 : rétrospective à l'Hôtel communal de Schaerbeek

### Expositions collectives
Il exposa souvent en Belgique et à l'étranger, principalement dans le cadre de cercles d'art et/ou des ministères belges.
- Groupe Présence (membre fondateur)
- Les peintres de la mer
- Les Métiers d'art du Brabant
- L’atelier d’art du Caméléon
- Le domaine de la lice (membre fondateur)